# Liste österreichischer Rockmusiker
Diese Liste zählt populäre oder in der Vergangenheit populäre österreichische Rockmusiker auf. Dabei sollen sie nach ihrem Haupt-Genre kategorisiert werden. Als Aufnahmekriterien der Liste dienen ein eigener Artikel in der Wikipedia oder die Beteiligung an einem Album, das es auf den ersten Platz der Charts eines Landes geschafft hat.
Zur Ergänzung dient die Liste österreichischer Rockbands.

## A
| Name            | Hauptinstrument(e) | Band(s)               | Genre(s)   | Herkunft  |
| --------------- | ------------------ | --------------------- | ---------- | --------- |
| Ludwig Adam     | Gesang             | Hallucination Company | Rock       | Wien      |
| Wolfgang Ambros | Gesang, Gitarre    | Solo, Austria 3       | Austropop  | Wien      |
| Anna F.         | Gitarre und Gesang | Solo                  | Pop-Rock   | Friedberg |
| Florence Arman  | Gesang             | Solo                  | Rock       | Tirol     |
| Anna Attar      | Gesang             | Monsterheart          | Indie-Rock | Wien      |
| Austrofred      | Gesang             | Solo                  | Austropop  | Steyr     |

## B
| Name                      | Hauptinstrument(e)         | Band(s)                                         | Genre(s)                   | Herkunft                           |
| ------------------------- | -------------------------- | ----------------------------------------------- | -------------------------- | ---------------------------------- |
| Ulli Bäer                 | Gesang, Gitarre            | Solo                                            | Pop, Rock                  | Wien                               |
| Andy Baum                 | Gitarre                    | Hallucination Company, Solo                     | Rock, Pop                  | Innsbruck                          |
| Robert Baumgartner        | Schlagzeug                 | Erste Allgemeine Verunsicherung, Alkbottle      | Rock, Hard Rock, Metal     | St. Pölten                         |
| Leo Bei                   | Bass, Musikproduktion      | Kurt Ostbahn, Solo                              | Rock                       | Mödling                            |
| Bibiza                    | Gesang, Rap                | Solo                                            | Pop, Funk-Rock, Hip-Hop    | Wien                               |
| Helmut Bibl               | Gitarre                    | Drahdiwaberl                                    | Hard Rock, Punk            | Wien                               |
| Franz Bileck              | Gitarre                    | Solo                                            | Rock ’n’ Roll (und andere) | Wien                               |
| Reinhold Bilgeri          | Sänger                     | Bilgeri & Köhlmeier, Clockwork, Solo            | Rock, Kabarett, Jazz       | Hohenems                           |
| Markus Binder             | Schlagzeug                 | Attwenger, Solo                                 | Neue Volksmusik, Punk      | Enns                               |
| Rainer Binder-Krieglstein | Schlagzeuger               | Fetish 69, Solo                                 | Noise                      | Graz                               |
| Hubert Bognermayr         | Klavier                    | Eela Craig                                      | Progressive Rock           | Linz                               |
| Mario Bottazzi            | Gesang, Gitarre, Klavier   | Erste Allgemeine Verunsicherung                 | Rock, Austropop            | Harvington, Vereinigtes Königreich |
| Denice Bourbon            | Gesang                     | Me and Jane Doe, PCCC                           | Electropunk                | Wien                               |
| Flow Bradley              | Gesang, Gitarre, Bassgeige | Ausseer Hardbradler, B-Funk-Family, Solo        | Neue Volksmusik, Rock      | Bad Aussee                         |
| Eik Breit                 | Bass, Gesang               | Drahdiwaberl, Erste Allgemeine Verunsicherung   | Rock, Austropop, Kabarett  | Herzogenburg                       |
| Marty Brem                | Gesang                     | Mordbuben AG, Blue Danube, Spastic Elastic      | Punk                       | Niederösterreich                   |
| David Bronner             | Keyboards                  | Erste Allgemeine Verunsicherung, Musikproduzent | Rock, Austropop            | Wien                               |
| Didi Bruckmayr            | Gesang                     | Fuckhead, Dr. Didi, Solo                        | Punk                       | Linz                               |
| Erich Buchebner           | Bass                       | Studiomusiker                                   | Rock                       | Ratten                             |
| Boris Bukowski            | Schlagzeug                 | Music Machine. Magic 69                         | Rock                       | Fürstenfeld                        |

### C
| Name        | Hauptinstrument(e)          | Band(s)       | Genre(s)  | Herkunft             |
| ----------- | --------------------------- | ------------- | --------- | -------------------- |
| Patrick Cox | Gesang, Gitarre, Schlagzeug | Schürzenjäger | Alpenrock | München, Deutschland |

### D
| Name                 | Hauptinstrument(e)   | Band(s)                                         | Genre(s)        | Herkunft   |
| -------------------- | -------------------- | ----------------------------------------------- | --------------- | ---------- |
| Georg Danzer         | Gesang, Gitarre      | Solo, Austria 3, The Madcaps                    | Rock, Austropop | Wien       |
| Christian Deix       | Multiinstrumentalist | Studiomusiker                                   | Rock            | St. Pölten |
| Alexander A. Deutsch | Schlagzeug           | Erste Allgemeine Verunsicherung, Café Drechsler | Rock, Jazz      | Irdning    |
| Hansi Dujmic         | Gesang, Gitarre      | Solo                                            | Rock, Austropop | Wien       |

### E
| Name                  | Hauptinstrument(e)           | Band(s)                         | Genre(s)        | Herkunft   |
| --------------------- | ---------------------------- | ------------------------------- | --------------- | ---------- |
| Alfred Eberharter     | Bass, Akkordeon              | Schürzenjäger                   | Alpenrock       | Mayrhofen  |
| Alfred Eberharter jr. | Schlagzeug, Bass, Perkussion | Schürzenjäger                   | Alpenrock       | Innsbruck  |
| Klaus Eberhartinger   | Gesang                       | Erste Allgemeine Verunsicherung | Rock, Austropop | Gmunden    |
| Alicia Edelweiss      | Multiinstrumentalistin       | Solo, Voodoo Jürgens            | Folk-Rock       | Klagenfurt |
| Christian Eigner      | Schlagzeug                   | Depeche Mode                    | Rock            | Wien       |
| Elija                 | Multiinstrumentalist, Gesang | Solo                            | Rock, Pop       | Wien       |

### F
| Name               | Hauptinstrument(e)    | Band(s)                                                                             | Genre(s)                                      | Herkunft              |
| ------------------ | --------------------- | ----------------------------------------------------------------------------------- | --------------------------------------------- | --------------------- |
| Falco              | Gesang                | Solo, Hallucination Company, Drahdiwaberl                                           | Rock, Pop                                     | Wien                  |
| Hans-Peter Falkner | Gesang, Ziehharmonika | Attwenger                                                                           | Neue Volksmusik                               | Linz                  |
| Fennesz            | Gitarre, Synthesizer  | Maische, Solo                                                                       | Rock, Elektronische Musik                     | Wien                  |
| Rainhard Fendrich  | Gesang, Gitarre       | Solo, Austria 3                                                                     | Rock, Austropop                               |                       |
| Sigi Finkel        | Saxofon, Flöte        | Diverse                                                                             | Fusion                                        | Günzburg, Deutschland |
| Eberhard Forcher   | Gesang, Gitarre       | Tom Pettings Hertzattacken                                                          | Punk, New Wave                                | Lienz                 |
| Simon Frick        | Geige                 | Solo, Komposition                                                                   | Rock, Jazz, neue Musik                        | Bludenz               |
| Christian Fuchs    | Gesang                | Fetish 69, Bunny Lake, Neigungsgruppe Sex, Gewalt und gute Laune, Die Buben im Pelz | Industrial Rock, Elektropop, Alternative Rock | Graz                  |

### G
| Name                   | Hauptinstrument(e)                    | Band(s)                                          | Genre(s)                     | Herkunft             |
| ---------------------- | ------------------------------------- | ------------------------------------------------ | ---------------------------- | -------------------- |
| Andreas Gabalier       | Gesang                                | Solo                                             | Alpenrock                    | Friesach             |
| Andie Gabauer          | Gesang, Gitarre                       | Solo, Hot Pants Road Club                        | Rock, Pop, Funk              | Wels                 |
| Susanna Gartmayer      | Bassklarinette, Saxophon, Komposition | When Yuppies Go to Hell, The Vegetable Orchestra | Artrock                      | Wien                 |
| Antonia-Alexa Georgiew | Geige                                 | Russkaja                                         | Rock, Ska                    | Hamburg, Deutschland |
| Jazz Gitti             | Gesang                                | Drahdiwaberl, Solo                               | Rock, Pop, Chanson, Schlager | Wien                 |
| Kurt Gober             | Gesang                                | Kurt Gober Band                                  | Rock, Austropop              | Strem                |
| Hubert von Goisern     | Gesang                                | Solo, Alpinkatzen                                | Alpenrock                    | Goisern              |
| Ernst Gottschmann      | Gitarre, Musikproduktion              | Ausseer Hardbradler                              | Rock                         | Bad Aussee           |
| Gerald Gradwohl        | Gitarre                               | Hallucination Company                            | Rock, Fusion                 | Wien                 |
| Günter Grasmuck        | Schlagzeug                            | Opus, KGB, Hermes House Band                     | Rock                         | Fürstenfeld          |
| Roman Gregory          | Gesang                                | Alkbottle                                        | Hard Rock, Metal             | Wien                 |
| Martin E. Greil        | Gitarre                               | FNAHC, The Sinep, Ruzzy Fuzzy                    | Punk, Experimentalmusik      | Dornbirn             |
| Ernst Grieshofer       | Schlagzeug                            | diverse, solo                                    | Fusion, Jazz                 | Bad Aussee           |

### H
| Name                | Hauptinstrument(e)         | Band(s)                                      | Genre(s)           | Herkunft               |
| ------------------- | -------------------------- | -------------------------------------------- | ------------------ | ---------------------- |
| Martin Haeuserer    | Gitarre, Gesang            | Solo                                         | Rock, Liedermacher | Vöcklabruck            |
| Andreas Hajdusic    | Schlagzeug                 | Enuff Talk                                   | Hardcore Punk      | Wien                   |
| Christof von Haniel | Klavier                    | Zillertaler Schürzenjäger                    | Alpenrock          | München                |
| Kurt Hauenstein     | Gesang, Gitarre            | Supermax                                     | Rock               | Wien                   |
| Ludwig Hirsch       | Gesang                     | Solo, The Clan                               | Rock, Austropop    | Steiermark             |
| Nino Holm           | Keyboard                   | Erste Allgemeine Verunsicherung              | Rock, Austropop    | Göteborg, Schweden     |
| Manfred Holub       | Gesang, Gitarre, Akkordeon | Solo                                         | Rock, Austropop    | St. Pölten             |
| Florian Horwath     | Gesang                     | Solo                                         | Indie              | Tirol                  |
| Ossi Huber          | Gesang                     | Bluesbreakers, The Gang, Sterz, Huaba, Humus | Blues, Rock        | Feldkirchen in Kärnten |

### J
| Name             | Hauptinstrument(e)                     | Band(s)                              | Genre(s)                  | Herkunft            |
| ---------------- | -------------------------------------- | ------------------------------------ | ------------------------- | ------------------- |
| Sebastian Janata | Schlagzeug                             | Ja, Panik, Worried Man & Worried Boy | Indie                     | Eisenstadt          |
| Otto Jaus        | Gesang, Gitarre                        | Pizzera & Jaus                       | Rock, Pop, Kabarett       | Wien                |
| Jimi D.          | Gesang, Gitarre, Kazzoo, Mundharmonika | Solo                                 | Crossover                 | Graz                |
| Stella Jones     | Gesang                                 | Diverse                              | Rock, Soul, Funk          | Berlin, Deutschland |
| Albin Julius     | Multiinstrumentalist                   | Der Blutharsch                       | Neofolk, Psychedelic Rock | Wien                |

### K
| Name                 | Hauptinstrument(e)              | Band(s)                                                | Genre(s)              | Herkunft |
| -------------------- | ------------------------------- | ------------------------------------------------------ | --------------------- | -------- |
| Nikolaus Kalita      | Sänger                          | Solo                                                   | Neue Deutsche Welle   | Wien     |
| Sibylle Kefer        | Flöte                           | Ausseer Hardbradler, Ernst Molden & Band               | Neue Volksmusik, Rock |          |
| Kurt Keinrath        | Komponist                       | Erste Allgemeine Verunsicherung                        | Rock, Austropop       | Feldbach |
| Michael J. Keplinger | Gitarre                         | Solo                                                   | Rock, Metal           | Linz     |
| Peter Kern           | Gitarre                         | Solo                                                   | Bluesrock             | Wien     |
| Markus Kienzl        | Keyboards                       | Sofa Surfers                                           | Alternative           | Mödling  |
| Manuel Knapp         | Synthesizer, Computermusik      | C.C.C.C.                                               | Noise                 | Wien     |
| Peter Kolbert        | Schlagzeug                      | Hallucination Company, Erste Allgemeine Verunsicherung | Rock, Austropop       | Wien     |
| Christian Kolonovits | Klavier, Musikproduzent         | diverse                                                | Rock, Klassik         | Rechnitz |
| Franz Kreimer        | Saxophon, Keyboard, Synthesizer | Erste Allgemeine Verunsicherung, Ausseer Hardbradler   | Austropop, Rock       | Weiz     |

### L
| Name             | Hauptinstrument(e)   | Band(s)                   | Genre(s)                            | Herkunft   |
| ---------------- | -------------------- | ------------------------- | ----------------------------------- | ---------- |
| Wolfgang Laab    | Gitarre, Komposition | diverse                   | Rock, Pop                           | Wien       |
| Hansi Lang       | Gesang               | Solo, Slow Club           | Rock                                | Wien       |
| Sebastian Lanser | Schlagzeug           | Edenbridge. Panzerballett | Progressive Rock, Metal, Dark Music |            |
| Helmuth Lehner   | Gesang, Gitarre      | Belphegor                 | Black Metal                         | Korneuburg |
| Franz Löchinger  | Schlagzeug           | Vanitas, Heathen Foray    | Metal                               | Wien       |
| Onk Lou          | Gitarre              | Solo                      | Rock                                | Ollersdorf |
| Lovecat          | Gesang, Gitarre      | Side Effect, Solo         | Punk, Elektronische Musik           | Wien       |
| Clara Luzia      | Gesang, Gitarre      | Solo                      | Indie                               | Retzbach   |

### M
| Name                              | Hauptinstrument(e)      | Band(s)                               | Genre(s)                            | Herkunft                 |
| --------------------------------- | ----------------------- | ------------------------------------- | ----------------------------------- | ------------------------ |
| Georgij Alexandrowitsch Makazaria | Gesang                  | Russkaja, Stahlhammer                 | Ska, Crossover, Neue Deutsche Härte | Moskau, Russland         |
| Oliver Mally                      | Gitarre, Gesang         | „Sir“ Oliver Mally’s Blues Distillery | Bluesrock                           | Wagna                    |
| Miki Malör                        | Gesang                  | Hallucination Company                 | Rock                                | Wien                     |
| Engel Mayr                        | Gitarre, Musikproduzent | Hallucination Company, Russkaja       | Rock, Alternative, Blues            | Scheibbs                 |
| Karlheinz Miklin Jr.              | Schlagzeug              | diverse                               | Rock, Jazz                          | Klagenfurt               |
| Jörg Mikula                       | Schlagzeug              | Mika Vember                           | Rock, Jazz, Weltmusik               | Graz                     |
| Ramon Miles                       | Gesang, Gitarre, Bass   | Thirteen Days, Gogets                 | Punk                                | Klagenfurt am Wörthersee |
| Michael Millner                   | Klavier                 | Music Machine, Turning Point, S.T.S.  | Rock, Austropop                     | Heiligenkreuz am Waasen  |
| Birgit Minichmayr                 | Gesang                  | Solo, Die Toten Hosen                 | Rock, Jazz                          | Linz                     |
| Mo                                | Gesang                  | Hallucination Company, Solo           | Rock                                | Wien                     |
| Hokus Pokus Musikus               | Gesang, Gitarre         | Solo                                  | Kinderlieder                        | Graz                     |

### N
| Name                | Hauptinstrument(e)            | Band(s)                          | Genre(s)            | Herkunft |
| ------------------- | ----------------------------- | -------------------------------- | ------------------- | -------- |
| Richi Nagy          | Gesang                        | Solo                             | Rock, Pop           | Wien     |
| Melissa Naschenweng | Gesang                        | Solo                             | Rock, Schlager      | Villach  |
| Alexander Nefzger   | Klavier, Keyboards, Akkordeon | Stahlhammer, Mika Vember         | Neue Deutsche Härte |          |
| Beatrix Neundlinger | Gesang, Flöte, Saxofon        | Milestones, Schmetterlinge       | Rock                | Wien     |
| Norbert Niedermayer | Gesang, Gitarre, Bass         | Milestones, Springtime           | Rock                | Wien     |
| Der Nino aus Wien   | Gesang, Gitarre               | Solo, Krixi, Kraxi und die Kroxn | Rock, Liedermacher  | Wien     |

### O
| Name           | Hauptinstrument(e) | Band(s)    | Genre(s)         | Herkunft |
| -------------- | ------------------ | ---------- | ---------------- | -------- |
| Willi Orthofer | Gesang, Saxofon    | Eela Craig | Progressive Rock | Linz     |

### P
| Name               | Hauptinstrument(e)          | Band(s)                                                      | Genre(s)                  | Herkunft         |
| ------------------ | --------------------------- | ------------------------------------------------------------ | ------------------------- | ---------------- |
| Stefan Pabst       | Bass, Schlagzeug            | Ja, Panik                                                    | Indie-Rock                | Eisenstadt       |
| Gernot Pachernigg  | Gesang, Gitarre             | Solo                                                         | Poprock                   | Graz             |
| Lia Pale           | Gesang                      | Solo                                                         | Crossover                 | Wels             |
| Gerhard Petak      | Multiinstrumentalist        | Allerseelen                                                  | Post-Industrial, Neofolk  |                  |
| Carl Peyer         | Gesang                      | Magic 69, Solo                                               | Rock, Austropop           | Söchau           |
| Rudy Pfann         | Gesang, Schlagzeug          | Eel Criag, Austria Knochenschau                              | Rock                      | Helfenberg       |
| David Pfister      | Gesang                      | Die Buben im Pelz, Neigungsgruppe Sex, Gewalt und Gute Laune | Alternative Rock          |                  |
| Martin Philadelphy | Gitarre                     | diverse                                                      | Fusion, Rock              | Innsbruck        |
| Helmut Pichler     | Bass                        | Plastic Drug, Atlas, Die No. 1 vom Wienerwald                | Austropop, Rock           | Mödling          |
| Thomas Pichler     | Gitarre, Cello, Cellare     | diverse                                                      | Rock, Aktionskunst        | Innsbruck        |
| Paul Pizzera       | Gesang, Gitarre             | Pizzera & Jaus                                               | Rock, Pop, Kabarett       | Deutschlandsberg |
| Ewald Pfleger      | Gitarre                     | Opus, Kurt Gober Band                                        | Rock                      | Graz             |
| Wolfgang Pollanz   | Gesang                      | The Isolierband                                              | Punk, New Wave            | Graz             |
| Robert Ponger      | Keyboard, Musikproduzent    | Acid                                                         | Rock                      | Wien             |
| Gerhard Potuznik   | Synthesizer, Musikproduzent | Mäuse                                                        | Rock, elektronische Musik |                  |
| Joesi Prokopetz    | Gesang, Gitarre             | Solo                                                         | Austropop, Rock           | Wien             |

### R
| Name               | Hauptinstrument(e)               | Band(s)                                                               | Genre(s)                   | Herkunft            |
| ------------------ | -------------------------------- | --------------------------------------------------------------------- | -------------------------- | ------------------- |
| Thomas Rabitsch    | Keyboard                         | diverse                                                               | Rock, Pop                  | Wien                |
| Tanja Raich        | Gesang                           | diverse                                                               | Rock, Pop, Jazz, Klassik   | Innsbruck           |
| Rokko Ramirez      | Gesang, DJ                       | Jesus Christ Smokes Holy Gasoline                                     | Skapunk                    |                     |
| Mario Rechtern     | Saxofon, Klarinette, Electronica | diverse                                                               | No Wave, Free Jazz, Fusion | Berlin, Deutschland |
| Alvis Reid         | Bass                             | Erste Allgemeine Verunsicherung, La Cherga, Millions of Dreads, Egon7 | Pop, Rock, Reggae, Fusion  | Kingston, Jamaika   |
| Resi Reiner        | Gesang                           | Solo                                                                  | Indie, Schlager            | Graz                |
| Andy Rethmeier     | Schlagzeug                       | diverse                                                               | Rock                       | Salzburg            |
| Jeannine Rossi     | Gesang                           | Solo                                                                  | Rock, Pop, Schlager        | Straß in Steiermark |
| Wolfgang Rothbauer | Gesang                           | Edenbridge, Thirdmoon, In Slumber, Zombie Inc.                        | Metal                      | Linz                |
| Robert Rotifer     | Gesang, Gitarre                  | diverse                                                               | Indie                      | Wien                |

### S
| Name                     | Hauptinstrument(e)                       | Band(s)                                                                           | Genre(s)                             | Herkunft             |
| ------------------------ | ---------------------------------------- | --------------------------------------------------------------------------------- | ------------------------------------ | -------------------- |
| Tania Saedi              | Gesang                                   | SAEDI                                                                             | Rock, Pop                            | Teheran, Iran        |
| Schiffkowitz             | Gesang, Gitarre                          | S.T.S.                                                                            | Rock, Austropop                      | Graz                 |
| Peter Schleicher         | Gesang                                   | The Clan, Plastic Drug, Die No. 1 vom Wienerwald, Solo                            | Rock, Austropop                      | Wien                 |
| Uwe Schmidt              | Gesang, Akkordeon, Klavier               | Andreas Gabalier, Solo                                                            | Rock, Schlager                       | Knittelfeld          |
| Norbert Schneider        | Gesang, Gitarre                          | Solo                                                                              | Rock, Blues, Reggae, R&B, Funk, Jazz | Wien                 |
| Günther Schönberger      | Saxofon                                  | Erste Allgemeine Verunsicherung                                                   | Rock, Austropop                      | Graz                 |
| Gerald Schuller          | Klavier                                  | Hallucination Company                                                             | Rock, Jazz                           | Mistelbach           |
| Christian Schüttengruber | Gesang, Gitarre, Bass                    | Cariot                                                                            | Rock                                 | Linz                 |
| Christopher Seiler       | Gesang                                   | Seiler und Speer                                                                  | Austropop, Rock                      |                      |
| Bobbie Singer            | Gesang                                   | Solo                                                                              | Rock, Pop                            | Linz                 |
| Marcus Smaller           | Gesang, Gitarre                          | 3 Feet Smaller                                                                    | Punk                                 | Wien                 |
| Linda Spa                | Saxophon, Flöte, Synthesizer, Piano      | Tangerine Dream                                                                   | Rock, Experimentalmusik              |                      |
| Bernhard Speer           | Gitarre, Gesang                          | Seiler und Speer                                                                  | Austropop, Rock                      |                      |
| Thomas Spitzer           | Gesang, Gitarre                          | Erste Allgemeine Verunsicherung                                                   | Rock, Austropop                      | Graz                 |
| Robert Stadlober         | Gesang, Gitarre, Mundharmonika, Trompete | Gary                                                                              | Indie                                | Friesach             |
| Wolfgang Staribacher     | Keyboard                                 | Drahdiwaberl, Acid, Original Alpinkatzen                                          | Rock, Austropop                      | Wien                 |
| Peter Steinlechner       | Gesang, Gitarre                          | Schürzenjäger                                                                     | Alpenrock                            | Mayrhofen            |
| Harri Stojka             | Gesang, Gitarre                          | Hallucination Company                                                             | Rock, Jazz                           | Wien                 |
| Reinhard Stranzinger     | Gesang, Gitarre                          | Stranzinger, Alpinkatzen, Drahdiwaberl, Supermax, Erste Allgemeine Verunsicherung | Rock                                 | Braunau am Inn       |
| Rudi Staeger             | Schlagzeug                               | diverse                                                                           | Rock, Jazz                           | Wien                 |
| Gert Steinbäcker         | Gesang, Gitarre                          | S.T.S.                                                                            | Rock, Austropop                      | Graz                 |
| Anders Stenmo            | Schlagzeug                               | Erste Allgemeine Verunsicherung                                                   | Rock, Austropop                      | Hässleholm, Schweden |
| Roland Stinauer          | Gitarre, Gesang                          | diverse                                                                           | Metal, Rock, Blues, Pop              | Bruck an der Leitha  |
| Christina Stürmer        | Gesang                                   | Solo                                                                              | Rock, Pop                            | Linz                 |

### T
| Name                         | Hauptinstrument(e)             | Band(s)                                       | Genre(s)        | Herkunft                |
| ---------------------------- | ------------------------------ | --------------------------------------------- | --------------- | ----------------------- |
| Harry Tanschek               | Schlagzeug                     | diverse                                       | Fusion, Jazz    | Graz                    |
| Ty Tender                    | Gesang                         | Solo                                          | Rock ’n’ Roll   | Linz                    |
| Günter Timischl              | Gitarre, Gesang                | S.T.S., Erste Allgemeine Verunsicherung, Opus | Rock            | Fürstenfeld             |
| Andy Töfferl                 | Keyboards                      | Erste Allgemeine Verunsicherung               | Rock, Austropop | Wolfsberg               |
| Bernhard Tragut              | Gesang, Gitarre, Mundharmonika | Rucki Zucki Palmencombo, Dirt Shit            | Punk            | Purgstall an der Erlauf |
| Trifixion of the Horned King | Schlagzeug, Gesang             | Summoning, Pazuzu, Pervertum, Werwolf         | Metal           |                         |
| Christian Tschuggnall        | Schlagzeug                     | Bluatschink, diverse                          | Rock, Jazz      | Hall in Tirol           |
| Michael Tschuggnall          | Gesang                         | Solo                                          | Pop, Rock       | Hall in Tirol           |

### U
| Name         | Hauptinstrument(e) | Band(s) | Genre(s)          | Herkunft           |
| ------------ | ------------------ | ------- | ----------------- | ------------------ |
| Boris Uran   | Gesang             | Solo    | Rock, Pop         | Villach            |
| Ronnie Urini | Gesang             | diverse | Punk, Rock, Indie | Krems an der Donau |

### V
| Name        | Hauptinstrument(e)       | Band(s)                  | Genre(s)              | Herkunft    |
| ----------- | ------------------------ | ------------------------ | --------------------- | ----------- |
| Titus Vadon | Gesang, Schlagzeug       | Studiomusiker. Russkaja  | Rock, Pop, Hard Rock, | Wien        |
| Mika Vember | Gesang, Gitarre, Kalimba | Mika Vember, Clara Luzia | Alternative Rock      | Neunkirchen |

### W
| Name           | Hauptinstrument(e) | Band(s)                               | Genre(s)            | Herkunft    |
| -------------- | ------------------ | ------------------------------------- | ------------------- | ----------- |
| Wadltreiber    | Gesang, Gitarre    | Solo                                  | Alpenrock, Schlager | Zell am See |
| Bella Wagner   | Gesang             | Hallucination Company                 | Rock                | Wien        |
| Bernhard Weber | Gesang             | Twist of Fate, Schellinski            | Folk Rock           | Bregenz     |
| Stefan Weber   | Gesang             | Drahdiwaberl                          | Hard Rock, Punk     | Wien        |
| Oliver Welter  | Gesang, Gitarre    | Naked Lunch                           | Indie               | Klagenfurt  |
| Ulli Wigger    | Gesang, Klavier    | Solo                                  | Rock, Pop           | Wien        |
| Wilfried       | Gesang             | Erste Allgemeine Verunsicherung, Solo | Rock, Austropop     | Wien        |
| Oliver Wimmer  | Gesang, Gitarre    | Solo, AudioDamn!                      | Rock, Pop           | Wien        |
| Dominik Wlazny | Gesang             | Turbobier                             | Punk                | Wien        |

### Z
| Name            | Hauptinstrument(e)   | Band(s)                                     | Genre(s)          | Herkunft     |
| --------------- | -------------------- | ------------------------------------------- | ----------------- | ------------ |
| Herwig Zamernik | Bass                 | Disharmonic Orchestra, Naked Lunch. Fuzzman | Metal, Avantgarde |              |
| Franz Zettl     | Multiinstrumentalist | Erste Allgemeine Verunsicherung, S.T.S.     | Rock, Austropop   | Labuttendorf |